# Фишер, Генрих Матвеевич
Генрих Матвеевич Фишер (9 апреля 1871 или 7 апреля 1871, Андреевское, Ярославская губерния — 22 марта 1935 или 17 января 1937, Москва) — деятель революционного движения в России, один из первых рабочих социал-демократов. Отец советского разведчика Рудольфа Абеля (1903—1971).

## Биография

### Детство и юность
Генрих Маттеус (Матвей) Фишер родился 9 апреля 1871 года в имении Андреевское Марьинской волости Ярославской губернии (ныне — в Некоузском районе Ярославской области), в семье немцев, германских подданных, работавших в имении князя Куракина, и сам считался германским подданным. Местные крестьяне, не выговаривая имени Генрих, звали мальчика Андреем, став взрослым, в некоторых документах он тоже называл себя так. Его сын Вильям, будущий разведчик, в письмах к отцу называл его Андреем Матвеевичем.
Отец — Генрих Август Фишер был немцем, выходцем из северо-восточной Тюрингии. Мать, урождённая Эмилия Винклер, — из Берлина. Управляющий имением князя Куракина в Ярославской губернии выписал их и ещё несколько людей из Германии, чтобы навести в имении порядок. Однако, возможно, что идея укрепить большое хозяйство принадлежала ещё князю Михаилу Дмитриевичу Волконскому, который владел поместьем Андреевское с 1835 по 1863 год. А уже потом, в 1864-м, после свадьбы его дочери Елизаветы и Анатолия Куракина, имение отошло к князю Анатолию Александровичу. Отец прекрасно разбирался в лошадях, был отличным ветеринаром. Мать занималась разведением кур. Семейство сохраняло германское подданство. По некоторым сведениям, Генрих Август даже принял в 1881 году православие и откликался на имя Александр. Всего детей у Генриха и Эмилии было: пять мальчиков и две девочки.
По каким-то причинам Генриха отдали на воспитание другой немецкой семье, усыновившей его и давшей первоначальное образование и одновременно научившей его работать в кузнице. Учился Генрих почти на одни пятёрки. Работал скотником, потом лесничим, затем мельником. В 16 лет Генрих, окончивший городское высшее начальное училище в Рыбинске, отправился в Петербург на фабрику Гольдберга учеником в металлический цех. Освоил специальность лекальщика. Работал на нескольких фабриках, много занимался самообразованием, читая по-русски и по-немецки.

### Революционная деятельность в России
С начала 1890-х годов, после знакомства с революционером Глебом Кржижановским, Генрих стал посещать марксистский кружок, слушатели и участники которого через несколько лет влились в созданный Владимиром Ульяновым «Союз борьбы за освобождение рабочего класса».
Фишер переходил с работы на работу, сменив за несколько лет семь фабрик, всегда оставаясь агитатором и пропагандистом. Он хорошо знал Владимира Ульянова. Так, например они обсуждали вышедшую книгу «Очерки пореформенного хозяйства».
В 1894 году Генрих Фишер был арестован и привлечен к дознанию по делу группы народовольцев. Провёл восемь месяцев в Доме предварительного заключения на Шпалерной в Петербурге. Сидя в тюрьме, читал в подлиннике Гейне, пытался выучить шведский язык. Затем последовала высылка его на север Архангельской губернии, где он пробыл с 1896 по 1899 год. Потом условия несколько смягчили и перевели в Саратовскую губернию. Там Фишеру предстояло провести ещё три года. Здесь входил в «рабочий комитет» из ссыльных рабочих, участвовал в издании «Рабочей газеты», занимался распространением нелегальных материалов.
В Саратове он познакомился с молодой акушеркой Любовью Васильевной Корнеевой (1881—1945), уроженкой Хвалынска Саратовской губернии. Ей также дали три года за марксистскую деятельность. Вскоре они поженились.
Молодая семья продолжила в Саратове революционную деятельность, где Генрих Фишер показал себя незаурядным конспиратором. В Саратове Генрих Матвеевич Фишер жил на полулегальном положении. Постоянно менял имена. Нелегальная деятельность молодой четы Фишеров стала известна царской охранке, но она так и не смогла во второй раз посадить Генриха Фишера. Неоднократные обыски квартиры результатов не давали. По подозрительным делам Фишер проходил лишь в качестве свидетеля. В августе 1901 года полиция сообщила Фишеру: если он добровольно в течение месяца не покинет пределов России, то будет в кандалах этапирован до самой Германии, гражданином которой является.
Арест становился неминуемым. Не имея возможности уехать в Германию, где ему бы пришлось служить в армии, Фишер принял предложение Александра Хозецкого, с которым он отбывал ссылку в Архангельской губернии и к тому времени перебравшемуся в Ньюкасл, на северо-восток Англии, переехать к себе, обещал помочь в обустройстве и установлении связей с британскими соратниками. Генрих обратился к властям с просьбой о выдаче заграничных паспортов для него и его жены, в чём ему, как иностранному подданному, не препятствовали. В 1901 году, получив загранпаспорт, Генрих Фишер с женой выехал за границу и поселился в Англии.

### Жизнь в Англии
18 апреля 1902 года в городе Ньюкасл-апон-Тайн у Генриха родился первый сын Генри (летом 1921 года погиб на реке Уче под Москвой, спасая тонувшую девочку). 11 июля 1903 года там же родился второй сын, которому родители, влюблённые в Уильяма (Вильяма) Шекспира, дали имя Вильям (Вилли) — будущий советский разведчик Рудольф Абель.
Генрих старательно штудировал английский. Он быстро нашёл работу. Сначала мешал цемент, потом через три месяца занял место неплохо оплачиваемого жестянщика на верфи. В 1907 году подал прошение о подданстве, но в связи с тем, что он оказался замешан в создании незаконного склада оружия, предназначенного для отправки в Россию, прошение было отклонено.
Принимал участие в рабочем движении, помогал переправлять в Россию «Искру», оружие и боеприпасы. Сразу же после Кровавого воскресенья впервые выступил на митинге рабочих своей судоверфи. А через два месяца организовал в Ньюкасле ячейку РСДРП. Во время Первой русской революции 1905—1907 годов участвовал в организации склада оружия для отправки его морем в Россию. Был делегатом V (Лондонского) съезда РСДРП, где снова общался с Лениным. Он участвовал в съезде в официальном качестве «гостя».
Вторая попытка получить гражданство Великобритании увенчалась успехом. В 1914 году Генрих Фишер с семьей получил британское гражданство. С образованием коммунистической партии Великобритании вошёл в её ряды.
Являясь убежденным приверженцем мировой революции, Фишер решил вернуться в Россию.

### Возвращение в Россию

Семейное захоронение Фишеров

При возвращении в Советскую Россию, никто из Фишеров не отказался ни от паспортов, ни от английского гражданства. В 1921 году Генрих Фишер вернулся в Советскую Россию (сохранив при этом британское подданство), участвовал в работе III Конгресса Коминтерна, вступил в РКП(б). С февраля 1922 года — заведующий архивом Коминтерна. Тогда же он и его жена были в числе первых приняты в только что созданное Общество старых большевиков (ОСБ). Генрих Матвеевич становится членом бюро ОСБ, в конце 1922 года публикует весьма откровенные воспоминания «В России и в Англии. Наблюдения и воспоминания Петербургского рабочего. (1890—1921 гг.)». Любовь Васильевна стала заведующей клубом ОСБ. Эта должность дала ей и всей семье право проживать в Кремле, где она очень подружилась с Анной Ильиничной и Марией Ильиничной Ульяновыми, причем не в результате совместной работы, а на почве общей любви к кошкам.
В 1924 году оказалось, что, будучи арестованным в 1894 году за революционную деятельность, Генрих Фишер не слишком твёрдо держался на допросах и своими показаниями подвёл троих товарищей. Одновременно ОГПУ арестовало по обвинению в шпионаже его напарника по транспорту оружия во время Первой Русской революции. В результате Фишера выводят из бюро ОСБ и направляют работать директором небольшой бумажной фабрики в городке Сокол на севере Вологодской области.
С 1928 года Генрих Фишер снова в Москве, возглавляет секцию в институте. С 1931 года — на пенсии. Тогда же переиздаются его воспоминания, переработанные в духе сталинского времени.
Фишер скончался в Москве, в Кремлёвской больнице 22 марта 1935 года. Похоронен на новом Донском кладбище. Его прах и прах его жены Любови Васильевны покоится в могиле их сына Рудольфа Абеля.